# Hermann Giesecke (Unternehmer)
Hermann Giesecke (* 9. April 1831 in Leipzig; † 31. Dezember 1900 in ebenda) war ein deutscher Unternehmer. Er war 1852 Mitbegründer der Firma Giesecke & Devrient.

## Leben und Werk
Hermann Giesecke absolvierte zunächst eine Lehre in der Schriftgießerei seines Vaters in Leipzig. Anschließend absolvierte er weitere Ausbildungen in der Buchdruckerei Bernhard Tauchnitz in Leipzig und in der Osterrietschen Buchhandlung in Frankfurt am Main und in Paris.
1852 gründete er in Leipzig zusammen mit Alphonse Devrient, den er in der Buchdruckerei Bernhard Tauchnitz in Leipzig kennengelernt hatte, das Typographische Institut Giesecke & Devrient. Das Unternehmen entwickelte sich durch die Erweiterung um Abteilungen für Lithographie, Kupfer- und Stahldruck vom Kunst- und Buchdruck zum Druckunternehmen von Geldnoten und Wertpapieren. Dieses Geschäftsfeld wurde durch die Veränderungen des Währungssystems 1871 deutlich ausgeweitet. Seit 1876 wurden auch ausländische Banknoten bei Giesecke & Devrient gedruckt. 1889 richtete das Unternehmen eine Niederlassung in Berlin ein. Zum Unternehmen gehörte seit 1854 ein Verlag.
Hermann Giesecke war der Onkel des Schriftgießers und Fabrikanten Georg Friedrich Giesecke.
Er wurde in der Familiengrabstätte auf dem Neuen Johannisfriedhof (VI. Abteilung) beerdigt.